# Uebeschi
Uebeschi é uma comuna da Suíça, no Cantão Berna, com cerca de 687 habitantes. Estende-se por uma área de 4,4 km², de densidade populacional de 156 hab/km². Confina com as seguintes comunas: Amsoldingen, Blumenstein, Höfen, Längenbühl, Pohlern, Thierachern.
A língua oficial nesta comuna é o Alemão.